# 本田威志
本田 威志（ほんだ たけし、1937年8月20日 - 2010年7月27日）は、日本の元プロ野球選手（内野手）。愛知県岡崎市出身。
長男は現・プロ野球審判員の本田英志。

## 来歴・人物
愛知県立岡崎高等学校では2年生の時、遊撃手として1954年春の選抜に出場。1回戦で八田正のいた鳴門高に敗退。同年の春季中部大会は決勝に進み、1年上の河井学（毎日オリオンズ）が四日市高の巽一との投げ合いを制し優勝。同年夏の甲子園県予選でも準決勝に進出するが、中京商の中山俊丈に抑えられ完封負けを喫する。1年上のチームメートには河井とともに投の二本柱を組んだ杉浦四郎（毎日オリオンズ）がいた。翌1955年夏の甲子園県予選でも準決勝に進出するが、東邦高に完封負け。
卒業後は中央大学へ進学。東都大学リーグでは1958年春季リーグで5年ぶりの優勝に貢献。同年の全日本大学野球選手権大会では、決勝で立大に惜敗し準優勝。しかしチームは部員の不祥事により1959年春季リーグ出場停止、同年秋季リーグから二部に降格された。リーグ通算75試合出場、273打数76安打、打率.278、0本塁打、32打点。ベストナイン1回（二塁手）。大学1年上には後に大洋でチームメイトとなる桑田武、森田斌、同期に小栗秀夫、若生照元の両エースと西山弘二（広島）がいた。
1960年に大洋ホエールズに入団。1年目から内野手として3試合に先発出場するが、二塁手のポジションは同期入団の近藤昭仁が獲得したこともあり、あまり出場機会に恵まれなかった。1962年に中日ドラゴンズに移籍、1964年限りで引退。
引退後は中日で二軍マネージャー（1965年 - 1969年）→一軍マネージャー（1970年 - 1988年）、スカウト（1989年 - 1994年）→スカウト部長（1995年 - 2003年）→スカウト部長付顧問（2004年 - 2005年）を歴任。マネージャー時代はチーム内で「本マネ」の愛称で呼ばれた。スカウト時代は中田宗男に部長の任を譲った後に退団。
2010年7月27日、脳梗塞のため、愛知県豊田市の病院で死去。享年72。

## 詳細情報

### 年度別打撃成績
| 年 度     | 球 団     | 試 合 | 打 席 | 打 数 | 得 点 | 安 打 | 二 塁 打 | 三 塁 打 | 本 塁 打 | 塁 打 | 打 点 | 盗 塁 | 盗 塁 死 | 犠 打 | 犠 飛 | 四 球 | 敬 遠 | 死 球 | 三 振 | 併 殺 打 | 打 率 | 出 塁 率 | 長 打 率 | O P S |
| --------- | --------- | ----- | ----- | ----- | ----- | ----- | -------- | -------- | -------- | ----- | ----- | ----- | -------- | ----- | ----- | ----- | ----- | ----- | ----- | -------- | ----- | -------- | -------- | ----- |
| 1960      | 大洋      | 17    | 14    | 13    | 0     | 1     | 0        | 0        | 0        | 1     | 0     | 1     | 0        | 0     | 0     | 1     | 0     | 0     | 4     | 0        | .077  | .143     | .077     | .220  |
| 1961      | 大洋      | 17    | 13    | 13    | 1     | 0     | 0        | 0        | 0        | 0     | 0     | 0     | 0        | 0     | 0     | 0     | 0     | 0     | 2     | 0        | .000  | .000     | .000     | .000  |
| 1962      | 中日      | 8     | 4     | 3     | 2     | 0     | 0        | 0        | 0        | 0     | 0     | 0     | 0        | 0     | 0     | 1     | 0     | 0     | 2     | 0        | .000  | .250     | .000     | .250  |
| 1963      | 中日      | 5     | 4     | 4     | 0     | 1     | 0        | 0        | 0        | 1     | 0     | 0     | 0        | 0     | 0     | 0     | 0     | 0     | 1     | 0        | .250  | .250     | .250     | .500  |
| 1964      | 中日      | 20    | 19    | 19    | 0     | 1     | 0        | 0        | 0        | 1     | 0     | 0     | 0        | 0     | 0     | 0     | 0     | 0     | 3     | 0        | .053  | .053     | .053     | .105  |
| 通算：5年 | 通算：5年 | 67    | 54    | 52    | 3     | 3     | 0        | 0        | 0        | 3     | 0     | 1     | 0        | 0     | 0     | 2     | 0     | 0     | 12    | 0        | .058  | .093     | .058     | .150  |

### 背番号
- 51（1960年 - 1961年）
- 56（1962年 - 1964年）